# محمد عابس
محمد عابس شاعر وإعلامي سعودي، ولد في الرياض عام 1968م، عمل مديراً للإدارة العامة للأندية الأدبية في المملكة العربية السعودية، وصدرت له مجموعة من المؤلفات الأدبية من أبرزها: (فاكهة المرأة وخبز الرجل)، وديوان (أكثر من ذاكرة).

## التعليم
حاصل على درجة البكالوريوس في اللغة العربية من جامعة الملك سعود عام 1990م.

## العمل
- عمل مديراً عاما لإدارة الأندية الأدبية عام 2016م،[6] واستقال من هذا المنصب عام 2018م.[7]
- عمل مستشاراً ثقافياً، ومديراً للإعلام الثقافي والتوثيق والترجمة.
- رأس القسم الثقافي والفني في صحيفة المسائية حتى عام 1418م.
- عمل في وظيفة مدير الإعداد المساعد في إذاعة الرياض حتى نهاية عام 1424هـ.
- عمل مستشاراً في الإعلام الداخلي حتى عام 1428هـ.
- رأس اللجنة الإعلامية لمعرض الرياض الدولي للكتاب من عام 1429هـ إلى عام 1434هـ.
- قام بإعداد وتقديم العديد من الرامج الإذاعية منها: (آفاق فنية)، و(آخر الأسبوع)، و(الإذاعة في ضيافتك)، و(سهرة مع فنان)، و(أوراق خليجية)، و(أبعاد ثقافية)،[8] و(نسيم الصباح)،[9] و(الاتجاه الصحيح).[10]
- ساهم في كتابة العديد من الأوبريتات والأغنيات الوطنية من أبرزها كتابته لسيناريو وحوار لوحة الإرهاب في أوبريت مهرجان الجنادرية 20 عام 1426هـ.[11]

## إصدارات
- ديوان (الجمر ومفارش الروح) صدر عن دار الأرض في بيروت عام 1993م، وصدرت الطبعة الثانية عن دار المفردات عام 2010م.[12]
- (فاكهة المرأة وخبز الرجل) صدر عام 2008م.[13] وتضمن الكتاب مقالات كتبها المؤلف في عدد من القضايا الثقافية والفنية.[14]
- ديوان (ثلاثية الموت واللذة) صدر عن دار الكفاح عام 2010م.[15]
- (أكثر من ذاكرة) صدر عن دار ضفاف في بيروت عام 2015م.[16]
- (نصوص العزلة كوفيد 19) صدر عام 2021.
- (قبلة الدنيا: أغنيات الأرض والإنسان) شعر. صدر عام 2022م.[17]

## صدر عنه
(محمد عابس: قراءات وشهادات) تأليف: حمد حميد الرشيدي.تضمن شهادات أكثر من 50 كاتبًا وشاعرًا وفنانًا ومثقفًا عن التجربة الأدبية لمحمد عابس شاعراً وكاتباً، وتحدثوا عن مسيرته الإعلامية والثقافية

## أمسيات
- أمسية نظمها ملتقى عبقر الشعري في نادي جدة الأدبي عام 2013م.[19]
- شارك في أمسية (قصيدة ونغم) التي نظمها جمعية الثقافة والفنون في الدمام عام 2013م.[20]
- أمسية نظمها نادي الجوف الأدبي عام 2014م.[21]
- أمسية نظمها نادي حائل الأدبي عام 2015م.[22]
- شارك في أمسيات معرض القاهرة الدولي للكتاب عام 2016م.[23]
- أمسية نظمتها جمعية الثقافة والفنون في الدمام ضمن ملتقى ابن المقرب الأدبي بالاشتراك مع الشاعر علي طاهر عام 2017م.[24]